# Pisão rodado
 (janvier 2024).
Si vous disposez d'ouvrages ou d'articles de référence ou si vous connaissez des sites web de qualité traitant du thème abordé ici, merci de compléter l'article en donnant les références utiles à sa vérifiabilité et en les liant à la section « Notes et références ».
Le pisão rodado (litt. "piétinement retourné" en portugais), aussi appelé chapa giratória ("plaque pivotante"), est un coup de pied latéral retourné (spinning side-kick) couramment employé en capoeira. Il consiste à pivoter sur soi-même en arrière pour frapper ou repousser l'adversaire avec le talon ou le bord extérieur du pied.
Il est le plus souvent utilisé comme contre sur des coups de pied circulaires et est généralement donné dans l'abdomen de l'adversaire.

## Technique
Peu de capoeiristes exécutent correctement cette technique ; la plupart font un coup de pied qui ressemble plus à une rabo-de-arraia au lieu de lancer la jambe en ligne droite. Voici la technique pour bien faire le mouvement :
1. À partir de la base de ginga, pivoter le corps vers l'intérieur pour tourner le dos à l'adversaire.
2. Tendre la jambe de derrière (la plus éloignée de l'adversaire) dans le dos, comme pour faire une calcanheira.
3. Tourner les hanches pour adopter la position latérale du pisão, en se protégeant le visage avec le bras opposé à la jambe qui frappe.
4. Ramener vite la jambe.

## Pisão rodado no chão
Le pisão rodado no chão est une variante du pisão rodado qui consiste à le faire en posant une main à plat au sol.